# آرمن گئورگیان
آرمن آندرانیکی گئورگیان (ارمنی: Արմեն Անդրանիկի Գևորգյան؛ زادهٔ ۸ ژوئیهٔ ۱۹۷۳) سیاست‌مدار اهل ارمنستان که از تاریخ آوریل ۲۰۰۸ تا تاریخ ۱۷ اکتبر ۲۰۱۴ در دولت تیگران سارگسیان سمت معاون نخست‌وزیر ارمنستان را برعهده داشت.

## زندگی‌نامه
در ۸ ژوئیهٔ ۱۹۷۳ در ایروان به دنیا آمد و از دانشگاه توئنته (۱۹۹۸) فارغ‌التحصیل شد. .

## یادداشت
1. ↑  ԱՊՀ տնտեսական խորհրդի անդամ